# Michael H. Wigler
Michael Howard Wigler (* 3. September 1947 in New York City) ist ein US-amerikanischer Biochemiker und Genetiker am Cold Spring Harbor Laboratory, New York.
Wigler konnte wichtige Beiträge zur Erforschung der Variationen der Zahl an Genkopien (Gene copy number variants) und deren Beziehung zu bestimmten Erkrankungen leisten. Seit 2014 zählt ihn Thomson Reuters aufgrund der Zahl seiner Zitationen zu den Favoriten auf einen Nobelpreis (Thomson Reuters Citation Laureates).

## Leben
Wigler erwarb 1970 an der Princeton University in Princeton, New Jersey, einen Bachelor in Mathematik und 1972 an der Rutgers University in Newark, New Jersey, einen Master in Medizin (M.M.S.). 1978 erwarb er an der Columbia University in New York City einen Ph.D. in Mikrobiologie. Seit 1978 hat er die Leitung der Abteilung für Genetik der Säugetierzellen am Cold Spring Harbor Laboratory in Cold Spring Harbor, New York inne. Ebenfalls seit 1978 gehört er zum Lehrkörper der Columbia University, seit 1988 als Adjunct Professor für Genetik. Von 2008 bis 2014 hatte er zusätzlich eine Gastprofessur am Karolinska Institutet in Solna (nahe Stockholm) inne.

## Wirken
Gemeinsam mit Richard Axel und Saul Silverstein entwickelte Wigler die Methode der Co-Transformation, die noch heute verwendet wird, um Säugetierzellen zur gentechnischen Produktion von Proteinen zu modifizieren. Seiner Arbeitsgruppe gelang erstmals die Isolierung eines Säugetier-Gens mittels Gen-Transfektion und sie gehörte zu den ersten, die ein menschliches Onkogen mit dieser Methode identifizierte. In seinem Labor gelang der Nachweis der Beteiligung von drei Mitgliedern der Ras-Familie bei der Entstehung von Krebs und der Nachweis der Erblichkeit des Musters der DNA-Methylierung.
Wigler konnte bahnbrechend zur Verwendung von Backhefe als Modellorganismus beitragen, wobei er den Ras-Signalweg weiter aufklären konnte. Gemeinsam mit W. Clark Still von der Columbia University entwickelte er die Methode der encoded combinatorial synthesis, mit deren Hilfe sich neue Arzneimittel schneller entwickeln lassen. Gemeinsam mit Nikolai Lisitsyn erfand er die RDA-Methode (representational difference analysis) zur vergleichenden Genom-Analyse, was schließlich – gemeinsam mit Ramon Parsons – zur Entdeckung des Tumorsuppressors PTEN und – durch andere Forscher – zur Entdeckung des Kaposi-Sarkom-Virus (Humanes Herpesvirus 8) führte. Wigler entwickelte Methoden zur Genotypisierung und Hybridisierungsmethoden zur Genomanalyse (ROMA).
Jüngere Arbeiten befassen sich mit der Genomik von Krebs und Erbkrankheiten. Gemeinsam mit Jim Hicks und Nick Navin konnte er zeigen, dass Genom-Sequenzierung auf der Ebene der einzelnen Zelle möglich ist. Er hofft mit diesem Ansatz zur Individualisierung von Krebstherapie (siehe personalisierte Medizin) beitragen zu können. Seine Arbeiten führten zur Entdeckung des weiten Feldes der genetischen Variabilität durch Variationen der Zahl an Genkopien (Gene copy number variants) und zur Hypothese, dass Spontanmutationen in diesem Bereich eine Hauptursache des Autismus sein können.

## Auszeichnungen (Auswahl)
- 1989 Mitglied der National Academy of Sciences[2]
- 1999 Mitglied der American Academy of Arts and Sciences[3]
- 2007 Double Helix Medal des Cold Spring Harbor Laboratory[4]